# Károly Csapó
Károly Csapó (ur. 23 lutego 1952 w Agyagosszergénach) – węgierski piłkarz występujący na pozycji pomocnika.

## Kariera klubowa
Csapó zawodową karierę rozpoczynał w 1974 roku w zespole Tatabánya Banyasz z Nemzeti Bajnokság I. Jego barwy reprezentował przez 8 lat. W 1982 roku wyjechał do Francji, by grać w tamtejszym Toulouse FC z Division 1. Spędził tam rok. W 1983 roku odszedł do Grenoble Foot 38 z Division 2. Występował tam przez 3 lata. W 1986 roku, po spadku Grenoble do Championnat National, wrócił do Tatabányi Banyasz. W 1988 roku zakończył tam karierę.

## Kariera reprezentacyjna
W reprezentacji Węgier Csapó zadebiutował 4 grudnia 1974 roku w wygranym 1:0 towarzyskim spotkaniu ze Szwajcarią. W 1978 roku został powołany do kadry na Mistrzostwa Świata. Zagrał na nich w meczach z Argentyną (1:2), Włochami (1:3) i Francją (1:3). W spotkaniu z Argentyną strzelił także swojego jedynego gola w kadrze narodowej. Z tamtego turnieju Węgry odpadły po fazie grupowej.
W 1982 roku Csapó ponownie znalazł się w zespole na Mistrzostwa Świata. Nie wystąpił jednak na nich w żadnym pojedynku, a Węgry ponownie zakończyły turniej na fazie grupowej. W latach 1974–1986 w drużynie narodowej Csapó rozegrał w sumie 19 spotkań i zdobył 1 bramkę.